# Tom Noordhoff
Tom Noordhoff (Amsterdam, 19 juli 1995) is een Nederland voetballer die bij voorkeur als verdediger of verdedigende middenvelder speelt. Noordhoff speelt voor amateurclub K.v.v. Quick Boys.

## Clubcarrière

### AFC Ajax
Noordhoff kwam in 2007 over van Stormvogels/Telstar om in de jeugdopleiding van Ajax te gaan spelen. Op 11 mei 2012 tekende hij zijn eerste contract bij Ajax, wat hem tot en met 30 juni 2015 aan de Amsterdamse club verbond.
In het seizoen 2013/14 speelde Noordhoff in de A1. Vanwege het feit dat er veel spelers van Jong Ajax tijdens speelronde 7 afwezig waren doordat zij waren opgeroepen voor verschillende nationale elftallen, mocht hij mee met de selectie voor een uitwedstrijd bij Achilles '29. Op 8 september 2013 maakte Noordhoff zijn debuut in het betaald voetbal, voor Jong Ajax in de Jupiler League uit bij Achilles '29. Hij begon in de basiself, maar werd na de rust vervangen door Damon Mirani.

### Terugkeer bij Telstar
Noordhof tekende in april 2015 een contract waarmee hij zich per 1 juli 2015 weer aan SC Telstar verbond. Hij tekende voor één seizoen, met een optie voor een extra jaar. Hij maakte zijn officiële debuut voor Telstar op 16 augustus 2015 tijdens de tweede speelronde van de Eerste Divisie. Op die dag werd er uit met 5-0 verloren van Go Ahead Eagles. Noordhoff verving Mohammed Ajnane na 73 minuten spelen. Begin april 2016 kreeg Noordhoff te horen dat zijn aflopende contract vooralsnog niet verlengd werd. Hij kwam tot zeven officiële wedstrijden voor Telstar.

### Quick Boys
Noordhof tekende in 7 januari 2025 een contract bij K.v.v. Quick Boys. Hij tekende voor één seizoen, met een optie voor een extra jaar. 

## Interlandcarrière

### Jeugelftallen
Als jeugdinternational kwam Noordhoff uit voor het Nederlands elftal onder 17 en 18 jaar.
| Jeugdinterlands van Tom Noordhoff | Jeugdinterlands van Tom Noordhoff | Jeugdinterlands van Tom Noordhoff | Jeugdinterlands van Tom Noordhoff | Jeugdinterlands van Tom Noordhoff | Jeugdinterlands van Tom Noordhoff |
| Team (№ interlands)               | Datum                             | Wedstrijd                         | Uitslag                           | Soort Wedstrijd                   | Doelpunten                        |
| Als speler bij Ajax               | Als speler bij Ajax               | Als speler bij Ajax               | Als speler bij Ajax               | Als speler bij Ajax               | Als speler bij Ajax               |
| --------------------------------- | --------------------------------- | --------------------------------- | --------------------------------- | --------------------------------- | --------------------------------- |
| Onder 17 (1.)                     | 16 september 2011                 | Nederland - Italië                | 1 – 0                             | Vier-Nationen-Turnier             | 0                                 |
| Onder 17 (2.)                     | 19 september 2011                 | Israël - Nederland                | 1 – 3                             | Vier-Nationen-Turnier             | 0                                 |
| Onder 17 (3.)                     | 31 oktober 2011                   | Nederland - Engeland              | 0 – 1                             | EK-kwalificatie Slovenië 2012     | 0                                 |
| Onder 18 (1.)                     | 16 september 2011                 | Nederland - Italië                | 1 – 0                             | Vier-Nationen-Turnier             | 0                                 |

## Carrièrestatistieken

### Beloften
| Seizoen | Club                |                    | Competitie     | Competitie | Competitie |
| Seizoen | Club                | Wed.               | Competitie     | Dlp.       |            |
| ------- | ------------------- | ------------------ | -------------- | ---------- | ---------- |
| 2013/14 | Jong Ajax           | Vlag van Nederland | Eerste divisie | 1          | 0          |
| 2014/15 | Jong Ajax           | Vlag van Nederland | Eerste divisie | 16         | 1          |
| 2016/17 | Jong Almere City FC | Vlag van Nederland | Derde Divisie  | 27         | 0          |
| Totaal  | Totaal              | Totaal             | Totaal         | 34         | 1          |

### Senioren
| Seizoen         | Club              | Land               | Competitie      | Competitie | Competitie | Beker | Beker | Internationaal | Internationaal | Overig | Overig | Totaal | Totaal |
| Seizoen         | Club              | Land               | Competitie      | Wed.       | Dlp.       | Wed.  | Dlp.  | Wed.           | Dlp.           | Wed.   | Dlp.   | Wed.   | Dlp.   |
| --------------- | ----------------- | ------------------ | --------------- | ---------- | ---------- | ----- | ----- | -------------- | -------------- | ------ | ------ | ------ | ------ |
| 2015/16         | SC Telstar        | Vlag van Nederland | Eerste divisie  | 7          | 0          | 0     | 0     | —              | —              | —      | —      | 7      | 0      |
| 2017/18         | OFC               | Vlag van Nederland | Derde Divisie   | 15         | 1          | 1     | 0     | —              | —              | —      | —      | 16     | 1      |
| 2018/19         | OFC               | Vlag van Nederland | Derde Divisie   | 19         | 8          | 1     | 0     | —              | —              | 2      | 0      | 22     | 8      |
| 2019/20         | FC Lisse          | Vlag van Nederland | Derde Divisie   | 20         | 1          | —     | —     | —              | —              | —      | —      | 20     | 1      |
| 2020/21         | FC Lisse          | Vlag van Nederland | Derde Divisie   | 4          | 1          | 1     | 0     | —              | —              | —      | —      | 5      | 1      |
| 2021/22         | FC Lisse          | Vlag van Nederland | Derde Divisie   | 33         | 1          | 2     | 1     | —              | —              | —      | —      | 35     | 2      |
| 2022/23         | FC Lisse          | Vlag van Nederland | Tweede Divisie  | 24         | 2          | 1     | 0     | —              | —              | —      | —      | 25     | 2      |
| 2023/24         | SV Spakenburg     | Vlag van Nederland | Tweede Divisie  | 29         | 0          | 2     | 0     | —              | —              | —      | —      | 31     | 0      |
| 2024/25         | SV Spakenburg     | Vlag van Nederland | Tweede Divisie  | 29         | 1          | 1     | 0     | —              | —              | —      | —      | 30     | 0      |
| 2025/26         | K.v.v. Quick Boys | Vlag van Nederland | Tweede Divisie  | 1          | 0          | 0     | 0     | —              | —              | —      | —      | 1      | 0      |
| Club totaal     | Club totaal       | Club totaal        | Club totaal     | 182        | 16         | 10    | 2     | 0              | 0              | 2      | 0      | 192    | 16     |
| Carrière totaal | Carrière totaal   | Carrière totaal    | Carrière totaal | 182        | 16         | 10    | 2     | 0              | 0              | 2      | 0      | 192    | 16     |